# ルーデス・フアレス
ルーデス・ヨアナ・フアレス・トレホ（スペイン語: Lourdes Yoana Juárez Trejo、1986年12月19日 - ）は、メキシコのプロボクサー。メキシコシティ出身。元WBC女子世界スーパーフライ級王者。元WBC女子世界フライ級・バンタム級2階級王者のマリアナ・フアレスは姉。

## 来歴
2013年10月26日、Gabriela Martinez戦でデビューし4回KO勝利。
デビュー3連勝するも、2014年2月8日、Jazmin Ortegaに2回TKOで初黒星。続く2014年4月26日のBrisa Hernandez戦も1-2判定で敗れ連敗。
2014年6月14日、Edith de Jesus Floresに3-0判定で勝利し連敗ストップ。
以降は2020年9月11日のSusy Kandy Sandoval戦まで1無効試合を挟み28連勝。
2020年12月12日、グアダルーペ・マルティネスが持つ、3-0（97-93×2、96-93）判定で勝利し王座奪取。
2021年7月16日、ディアナ・ローラ・フェルナンデスを2-1判定で降し初防衛に成功。
2021年11月12日、ルス・エレナ・アギラーを3-0判定で降し2度目の防衛に成功。
2022年6月4日、デボラ・バネサ・ゴメスを3-0判定で降し3度目の防衛に成功。
2022年10月1日、アスレイ・ゴンサレス相手に4度目の防衛戦に臨むが、0-2（95-95、94-96×2）で敗れ王座陥落。
2023年3月25日、アスレイ・ゴンサレスとのダイレクトリマッチ王座奪還に挑むが、1-2（96-94、94-96×2）で返り討ちにされる。
2023年10月20日、Mayela Perezに3-0判定で勝利し再起成功。

## 戦績
- 40戦 35勝(4KO) 4敗 1無効試合

## 獲得タイトル
- WBC女子スーパーフライ級王座（防衛3=陥落）